# Amphipoea castanea-flavo
Amphipoea castanea-flavo là một loài bướm đêm trong họ Noctuidae.